# Paectes areusa
Paectes areusa là một loài bướm đêm trong họ Noctuidae.